# Alice Wagner

Alice Wagner Suito (Lima, 1974), conocida como Alice Wagner, es una artista visual peruana, destacada principalmente  en el ámbito de la cerámica, donde sus obras se caracterizan por las líneas de fuerza y tensiones propias del neo conceptualismo actual. Ha recibido varias distinciones en su carrera profesional, siendo la más representativa el haber obtenido el Primer puesto del X Concurso Nacional de Pintura del Banco Central de Reserva del Perú con la exposición artística Sin título que consistió en la creación de una pieza cerámica bidimensional inspirada en la emblemática frazada de tigre, que la centenaria fábrica Santa Catalina confecciona hace décadas.

## Biografía

### Formación y carrera
Estudió en la Escuela de Arte Corriente Alterna de donde egresa con la Medalla de oro y plata de su promoción. Es bachiller en Artes Plásticas a través del Programa de Bachillerato Complementario de la Universidad Nacional Mayor de San Marcos. En 2005 recibió una beca otorgada por la Fundación Pollock Krasner (Nueva York).

## Obras

### Sin título
Esta pieza resulta significativa para la carrera de Alice debido a que le permitió obtener el Primer puesto del X Concurso Nacional de Pintura organizado por el Banco Central de Reserva del Perú. Para ello, la artista intentó realizar una réplica de las frazadas tigre que son muy populares en el Perú. Estas se usan en el invierno para cubrir a la persona en su cama y por la constancia del uso entre la población se ha convertido en un elemento de reconocimiento propio en la zona. La artista comenta en una entrevista brindada al diario El Comercio que encontró algunas dificultades en la elaboración de la pieza, tales como el reajuste a las medidas solicitadas en el concurso, la creación de una base para sostener la pieza y la irregularidad que genera la cocción de una pieza en el horno.

### Relatos de devoción
En esta exposición ubicada en la Galería del Paseo y promocionada por en el Gallery Weekend, Alice invita al público a conectar con la espiritualidad a través de la cerámica. Señala, a través de una entrevista hecha por Visual City, que la inspiración teórica clave para la realización de cada pieza recae en Giorgio Morandi, pintor italiano, quien representó un gran referente para la colección en la que se basa en mostrar objetos cotidianos en arcilla. Asimismo, declara que el error es un elemento a considerar en la comprensión de la colección.

### Mantos y otros fantasmas
En esta colección, Alice toma la inspiración de diversas mantas empleadas de distintas formas para diversas utilidades desde tiempos prístinos, siendo la vinculación de ellos con los rituales funerarios la más reconocida por la autora. Aquellos textiles, con frecuencia espléndidos, que envolvían al muerto para arroparlo y acompañarlo en sus tránsitos hacia formas renovadas de existencia.

### El Último Lustro
En 1999, Alice participó con un video instalación en la muestra titulada "El Último Lustro", hecha por la Municipalidad de Miraflores.

## Exposiciones colectivas

### Imaginarios contemporáneos (Lima, Perú)
Esta muestra pertenece a la primera entrega de "Imaginarios contemporáneos", exposiciones que se encargarán de presentar al público un escenario detallado de las colecciones de arte contemporáneo del Museo de Arte de Lima. La exhibición consiste en la exposición de piezas de artistas nacionales y extranjeros que abordan temáticas como costumbres, cosmovisiones, formas de comprender la dinámica del territorio, revisión crítica de la historia y al desmontaje de modos de representación e iconografías. En un sentido más amplio, la selección busca mostrar el desarrollo reciente del acervo contemporáneo del museo no solo en términos numéricos. Así, en los últimos cinco años, algunos de los ejes de la colección han superado el marco limeño para incorporar la mirada a otras escenas regionales. De este primer mapeo de obras surgen algunos temas centrales: la pervivencia y transformación de la tradición en su encuentro con la modernidad, o las tensiones entre modelos basados en el desarrollo y su impacto en el entorno natural.

### Perú 200 años (Maldonado, Uruguay)
Muestra colectiva organizada por Galería del Paseo que agrupa a reconocidos artistas peruanos en adhesión a los festejos del Bicentenario del Perú. Los artistas convocados para la exposición fueron Alice Wagner, Antonio Wong Rengifo, Billy Hare, Claudia Coca, Diego Lama, Gihan Tubbeh, Lorena Noblecilla Fuller, Lorry Salcedo Mitrani, Luisa Fernanda Lindo, Mariella Agois, Patricia Camet, Patricia Villanueva, Sylvia Fernandez, Valeria Ghezzi Grau.

## Reconocimientos
En el 2018, Alice Wagner obtuvo el Primer puesto del X Concurso Nacional de Pintura organizado por el Banco Central de Reserva del Perú, siendo galardonada por haber realizado una cerámica bidimensional inspirada en el uso de las frazadas tigre populares en el país que se emplean en el invierno. Esta pieza se caracterizó por las tonalidades marrones y negras, similares a la colcha que usó la artista para abrigarse en el estudio junto a su mascota.
Así mismo, ha recibido otros reconocimientos:
- Semifinalista de la convocatoria al proyecto Fab Lab Lima de la Universidad de Arquitectura Avanzada de Cataluña.
- Finalista del V, VI y X concurso “Pasaporte para un Artista” organizado por la Embajada de Francia en el Perú.